# ギラギラRevolution
ギラギラRevolution（ギラギラレボリューション）は、2015年2月18日にiDOL Streetから発売されたSUPER☆GiRLSの12枚目のシングル。

## 概要
前作「アッハッハ!〜超絶爆笑音頭〜」から約6か月ぶりのシングル。
表題曲「ギラギラRevolution」は、2014年12月22日にDDD AOYAMA CROSS THEATERで開催された「メジャーデビュー4周年記念イベント」で初披露された。
「飛行機雲、いつか」は、元Folder5のAKINAが初めて振付を担当し、2015年2月21日のイベントで初披露された。
オリジナルメンバー後藤彩が参加する最後のシングルとなる。
ジャケットA（CD+Blu-ray Disc）、ジャケットB（CDのみ）、EXPO盤（数量限定商品、ジャケットC、CDのみ）、イベント会場/mu-moショップ限定盤（ジャケットD、CDのみ）、イベント会場/mu-moショップ限定盤（ミュージックカード×13形態）の5種17形態でリリースされる。
本作をもって、「MAX!乙女心/Happy GO Lucky!〜ハピ☆ラキでゴー!〜」からシングル、アルバムが発売される度に行われていた、レコチョク当選者限定スペシャルイベント「スパガ☆ミーティング」が終了した。

## 収録曲
1. ギラギラRevolution [4:31]
作詞：kenko-p、作曲・編曲：大西克巳
2. 飛行機雲、いつか [3:34]
作詞：鈴木まなか、作曲：鈴木まなか・Carlos K.、編曲：Carlos K.
ミュージックカードを除く
3. ギラギラRevolution（Instrumental）
ジャケットBにのみ収録。
4. 飛行機雲、いつか（Instrumental）
ジャケットBにのみ収録。

### Blu-ray Disc

#### ジャケットA
1. ギラギラRevolution（ミュージック・ビデオ）
2. Making Movie

## イベント
| 日程          | 公演名                                        | 会場                                                                     | 備考 |
| ------------- | --------------------------------------------- | ------------------------------------------------------------------------ | --- |
| 2015年1月17日 | 発売記念 ミニライヴ&握手会                    | アリオ西新井                                                             | ミニライブ・グループ別握手会                                                                                          |
| 2015年1月18日 | 発売記念 ミニライヴ&握手会                    | アーバンドック ららぽーと豊洲                                            | ミニライブ・グループ別握手会                                                                                          |
| 2015年1月24日 | 発売記念 ミニライヴ&握手会                    | ラゾーナ川崎プラザ                                                       | ミニライブ・グループ別握手会                                                                                          |
| 2015年1月31日 | 発売記念 ミニライヴ&握手会                    | ダイバーシティ東京プラザ                                                 | ミニライブ・グループ別握手会                                                                                          |
| 2015年2月1日  | 発売記念 ミニライヴ&握手会                    | あべのキューズモール                                                     | ミニライブ・グループ別握手会                                                                                          |
| 2015年2月17日 | 発売記念イベント                              | アリオ西新井                                                             | ミニライブ・CD即売会                                                                                                  |
| 2015年2月18日 | 発売記念 リリース週CDショップ訪店イベント     | タワーレコード渋谷店 タワーレコード錦糸町店 SHIBUYA TSUTAYA              | グループ別握手会 |
| 2015年2月19日 | 発売記念 リリース週CDショップ訪店イベント     | タワーレコード新宿店 タワーレコード川崎店 タワーレコード浦和店           | グループ別握手会 |
| 2015年2月20日 | 発売記念 リリース週CDショップ訪店イベント     | タワーレコード横浜ビブレ店 タワーレコード秋葉原店 アキバ☆ソフマップ1号店 | グループ別握手会 |
| 2015年2月21日 | 発売週 リリース記念イベント ミニライヴ&握手会 | 東京ドームシティ ラクーア                                                | ミニライブ・グループ別握手会                                                                                          |
| 2015年2月22日 | 発売週 リリース記念イベント ミニライヴ&握手会 | 阪急西宮ガーデンズ                                                       | ミニライブ・グループ別握手会                                                                                          |
| 2015年3月7日  | 発売記念 個別握手会                           | サンライズビル                                                           | 11部制。mu-moショップで販売された参加券付き商品購入者対象。12部・13部に"後藤彩ファイナル個別握手会"が追加開催された。 |
| 2015年3月8日  | 発売記念 個別握手会・グループ別撮影会         | サンライズビル                                                           | 11部制。mu-moショップで販売された参加券付き商品購入者対象。12部に"後藤彩 超絶撮影会ファイナル"が追加開催された。      |

※他、各イベントにおいてCD・ミュージックカード予約購入者対象の握手会も開催された。